# ستيفن لوستو
ستيفن لوستو (بالدنماركية: Steven Lustü)‏ (مواليد 13 أبريل 1971) هو لاعب كرة قدم. يلعب مع منتخب الدنمارك لكرة القدم. سبق له أن لعب في كأس العالم لكرة القدم مع منتخب بلاده.

## روابط خارجية
- ستيفن لوستو على موقع الاتحاد الدولي (مؤرشف)  (الإنجليزية)
- ستيفن لوستو على موقع قاعدة بيانات كرة القدم.إي يو (الإنجليزية)
- ستيفن لوستو على موقع ناشيونال فوتبول تيمز (الإنجليزية)